# Pleasant Township (Clark County, Ohio)
Pleasant Township ist eines von zehn Townships des Clark Countys im US-Bundesstaat Ohio. Nach der Volkszählung im Jahr 2000 waren hier 3134 Einwohner registriert.

## Geografie
Pleasant Township liegt im äußersten Nordosten des Clark Countys im mittleren Südwesten von Ohio und grenzt im Uhrzeigersinn an die Townships: Goshen Township im Champaign County, Somerford Township im Madison County, Harmony Township, Moorefield Township und Union Township (Champaign County).

## Verwaltung
Das Township wird durch ein Board of Trustees, bestehend aus drei gewählten Mitgliedern, verwaltet. Zwei Personen werden jeweils im Jahr nach der Präsidentschaftswahl gewählt und eine jeweils im Jahr davor. Die Amtszeit dauert in der Regel vier Jahre und beginnt jeweils am 1. Januar. Daneben gibt es noch einen Township Clerk (zuständig für Finanzen und Budget), der ebenfalls im Jahr vor der Präsidentschaftswahl auf eine vierjährige Amtszeit gewählt wird. Dessen Amtszeit beginnt jeweils am 1. April.